# Onno Meijer
Onno Meijer (Heerenveen, 23 juli 1960 – Wytgaard, 27 september 2008) was een Nederlands acteur en kunstschaatser. Als "paradijsvogel van Friesland" speelde hij een belangrijke rol in de strijd voor acceptatie van homo's in het noorden van het land.

## Levensloop
Na een opleiding tot sociaal-pedagoog gevolgd te hebben, besluit Meijer zijn heil in een andere sector te zoeken. Hij doorloopt de toneelschool in Kampen en maakt zijn podiumdebuut bij toneelgroep Start uit Sneek. Daar speelt hij de hoofdrol in Van harte gefeliciteerd pa (1985) en de rol van Muze Melpomene in Liefdesspel (1987).
Tussen 1995 en 1998 doet Meijer een regieopleiding aan de Noordelijke Hogeschool in Leeuwarden. Hij voert de regie bij De koning sterft (1995), Antigone (1996), Minskenrag (1997) en Wie is er bang voor Virginia Woolf? (1998), gespeeld in het Fries.

## Doorbraak
In 1998 doet Meijer mee aan de Gay Games in de discipline kunstrijden op de schaats. Hij wint er een medaille mee en wordt het middelpunt van een mediahype. In een emotioneel televisie-interview met de Amsterdamse zender AT5 vertelt Onno dat hij hiv-besmet is. Regisseur Pieter Kramer kijkt op dat moment televisie en ziet in Meijer de perfecte bezetting voor een van de karakters in Hertenkamp, een tv-serie van de VPRO. Vanaf 1999 is Meijer te zien als Klaus in het tweede seizoen van de show en ontvangt in 2000 met de gehele crew een Gouden Kalf (filmprijs) voor de serie. 
In 2003 is Meijer in Messen in hennen van David Harrower in de rol van Müller te zien. In hetzelfde jaar speelt hij de rol van Jim in Edwin Brienens Lebenspornografie, naast onder meer Esther Eva Verkaaik, Tom de Ket en Marjol Flore. De film viert première in 2005. Daarna wordt het stil rond Meijer. In september 2008 overleed hij aan een hartinfarct.